# Roger Mostyn (5e baronnet)
Roger Mostyn, 5e baronnet (13 novembre 1734-26 juillet 1796) est un propriétaire terrien et homme politique gallois qui siège à la Chambre des communes pendant 38 ans de 1758 à 1796.

## Biographie
Il est le fils de Thomas Mostyn (4e baronnet) de Mostyn, Flintshire et de son épouse Sarah Western, fille et cohéritière de Robert Western de Londres. Il fait ses études à la Westminster School de 1745 à 1751 et s'inscrit à Christ Church, Oxford en 1751. À la mort de son père le 24 mars 1758, il lui succède comme baronnet. Il épouse Margaret Wynn, fille du révérend Hugh Wynn, prébendaire de Salisbury le 19 mai 1766. Elle est l'héritière de son père et de deux oncles Robert Wynne et Evan Lloyd Vaughan. Il hérite d'un certain nombre de domaines, dont le siège de Mostyn, au Pays de Galles et dans le Cheshire et 60 000 £ de son oncle célibataire, Savage Mostyn.
Il est élu sans opposition en tant que député du Flintshire lors d'une élection partielle le 26 avril 1758 en remplacement de son défunt père. Sa famille a une influence électorale dominante dans le Flintshire et il est réélu sans opposition aux élections générales de 1761, 1768, 1774, 1780, 1784, 1790 et 1796. Il est un Whig dont les votes sont une préoccupation pour ses électeurs et, en 1784, son beau-frère, Thomas Pennant de Downing, menace de créer une opposition, mais rien n'en est sorti.
Il est Lord Lieutenant du Flintshire de 1761 à sa mort et Custos Rotulorum de Flintshire de 1772 à sa mort. Il est lieutenant-colonel dans la milice du Flintshire.
Il est décédé le 26 juillet 1796, "très regretté et estimé pour ses nombreuses vertus publiques et privées". Lui et son épouse Margaret ont un fils Thomas et 6 filles. Son fils Thomas, qui lui succède, est décédé célibataire, provoquant l'extinction du titre. Parmi ses filles, Charlotte épouse Thomas Swymmer Mostyn-Champneys, 2e baronnet, Elizabeth épouse Edward Lloyd (1er baron Mostyn) et Anna-Maria épouse Robert Vaughan (2e baronnet) (en), tandis que Catherine, Essex et Maria Bridget restent célibataires.